# Демократизација (Совјетски Савез)
Демократизација је био слоган који је увео генерални секретар Совјетске Комунистичке партије Михаил Горбачов у јануару 1987. позивајући на уливање „демократских“ елемената у једнопартијску владу Совјетског Савеза. Горбачовљева Demokratizatsiya значила је увођење вишекандидатских — иако не и вишепартијских — избора за локалне званичнике Комунистичке партије (КПСУ) и Совјете. Надао се да ће на тај начин подмладити странку напредним кадровима који ће извршити његове институционалне и политичке реформе. ЦПСУ би задржала искључиво старатељство над гласачком кутијом.
Слоган Demokratizatsiya био је део Горбачовљевог скупа реформских програма, укључујући гласност (повећање јавне расправе о питањима и доступности информација јавности), званично објављену средином 1986. године, и uskoreniye, „убрзавање“ економског развоја. Перестројка (политичко и економско реструктурирање), још један слоган који је постао свеобухватна кампања 1987. године, пригрлио их је све.
У време када је представио слоган Демократизација, Горбачов је закључио да је за спровођење његових реформи изнесених на Двадесет седмом партијском конгресу у фебруару 1986. потребно више од дискредитације „Старе гарде“. Променио је своју стратегију од покушаја да делује кроз КПСУ каква је постојала и уместо тога прихватио је одређени степен политичке либерализације. Јануара 1987. преко шефова странке апеловао је на народ и позвао на демократизацију.
До Двадесет осмог партијског конгреса у јулу 1990. године, било је јасно да су Горбачовљеве реформе дошле са огромним, ненамерним последицама, пошто су националности конститутивних република Совјетског Савеза тежиле него икада да се одвоје од Уније и на крају расформирају комунистичке партије.

## Горбачовљева реформска дилема
Горбачов се све више налазио ухваћен између критика конзервативаца који су желели да зауставе реформе и либерала који су желели да је убрзају. У међувремену, упркос његовој намери да одржи једнопартијски систем, елементи вишепартијског система су се већ искристалисали.

### 19. партијска конференција
Упркос неким застојима, наставио је своју политику Демократизације и уживао је у својој перцепцији широм света као реформатора. У јуну 1988, на 19. партијској конференцији КПСС, првој одржаној од 1941, Горбачов и његове присталице покренули су радикалне реформе које су имале за циљ да смање партијску контролу над државним апаратом. Он је поново позвао на вишекандидатске изборе за регионална и локална законодавна тела и прве секретаре партија и инсистирао на одвајању владиног апарата од партијских органа и на регионалном нивоу. Суочен са огромном већином конзервативаца, Горбачов је и даље био у могућности да се ослони на партијску послушност вишим властима да би присилио прихватање његових реформских предлога. Експерти су конференцију назвали успешним кораком у промовисању партијских промена одозго.

### Промене у влади
На хитном пленуму Централног комитета без преседана који је сазвао Горбачов у септембру 1988. године, три чврста члана старе гарде напустила су Политбиро или изгубила позиције на власти. Андреј Громико је отишао у пензију (одлучио је да се повуче пре састанка) из Политбироа, Јегор Лигачов је разрешен идеолошког портфеља у Секретаријату Политбироа, а Борис Пуго је заменио члана Политбироа Михаила Соломецева на месту председника моћног комитета партијске контроле КПСС . Врховни совјет је тада изабрао Горбачова за председника Президијума Врховног совјета, дајући Горбачову атрибуте моћи које је раније имао Леонид Брежњев. Ове промене су значиле да је Секретаријат, који је до тада био искључиво одговоран за развој и спровођење државних политика, изгубио велики део своје моћи.

#### Конгрес народних посланика
Значајне промене су се десиле иу структурама власти. У децембру 1988. Врховни совјет Совјетског Савеза одобрио је формирање Конгреса народних посланика Совјетског Савеза, који је уставним амандманима установљен као ново законодавно тијело Совјетског Савеза. Врховни совјет се тада сам распустио. Амандманима је предвиђено да се мање радно тело од 542 члана, које се назива и Врховни совјет, бира из Конгреса народних посланика од 2.250 чланова. Да би обезбедио комунистичку већину у новом парламенту, Горбачов је резервисао једну трећину места за КПСС и друге јавне организације.
Избори за Конгрес народних посланика у марту 1989. означили су први пут да су бирачи Совјетског Савеза икада изабрали чланство у националном законодавном телу. Резултати избора запрепастили су владајућу елиту. Широм земље, бирачи су прецртали на гласачким листићима несупротстављене кандидате комуниста, од којих су многи били истакнути партијски званичници, користећи номиналну привилегију ускраћивања одобрења наведеним кандидатима. Међутим, Конгрес народних посланика који се појавио и даље је садржао 87 одсто чланова ЦПСУ. Прави реформисти освојили су само око 300 места.
У мају је почетна седница Конгреса народних посланика наелектрисала земљу. Две недеље на телевизији уживо, посланици из целе земље критиковали су сваки скандал и недостатак совјетског система који су могли да се идентификују. Говорници нису штедели ни Горбачова, ни КГБ, ни војску. Ипак, конзервативна већина је задржала контролу над конгресом. Горбачов је изабран без опозиције за председавање новим Врховним совјетом; тада је Конгрес народних посланика изабрао велику већину партијских апаратчика старог стила да попуне чланство свог новог законодавног тела. Отворени опозициони лидер Борис Јељцин добио је место у Врховном совјету тек када је други посланик напустио своју функцију. Први Конгрес народних посланика био је последњи тренутак стварне контроле за Горбачова над политичким животом Совјетског Савеза.

#### Међурегионална група
У лето 1989. формиран је први опозициони блок у Конгресу народних посланика под називом Међурегионална група . Чланови овог тела били су скоро сви либерални и руски националистички чланови опозиције на челу са Јељцином.
Примарно питање за опозицију било је укидање члана 6 устава, који је прописивао супремацију КПСС над свим институцијама у друштву. Суочен са притиском опозиције за укидање члана 6 и потребним савезницима против тврдолинијаша у КПСС, Горбачов је добио укидање члана 6 на пленуму Централног комитета у фебруару 1990. године. Касније тог месеца, пред Врховним совјетом, предложио је стварање нове функције председника Совјетског Савеза, за кога би њега бирао Конгрес народних посланика, а не на народним изборима. Сходно томе, у марту 1990. Горбачов је изабран по трећи пут у осамнаест месеци на позицију еквивалентну совјетском шефу државе. Бивши први заменик председника Врховног совјета Анатолиј Лукјанов постао је председник Врховног совјета. Врховни совјет је постао сличан западним парламентима. Њене дебате су свакодневно биле емитоване на телевизији.
У време Двадесет осмог партијског конгреса у јулу 1990. либерали и националисти конститутивних република су сматрали КПСС анахроном и неспособном да води земљу. Огранци КПСС у многим од петнаест совјетских република почели су да се цепају на велике про-суверенитете и про-синдикалне фракције, додатно слабећи централну партијску контролу.
У низу понижења, КПСС је била одвојена од владе и лишена водеће улоге у друштву и функције у надзору националне економије. Међутим, већина њених апаратчика је била успешна у добијању руководећих места у новоформираним демократским институцијама. Седамдесет година, КПСС је била кохезивна снага која је држала синдикат на окупу; без ауторитета партије у совјетском центру, националности конститутивних република повлачиле су се јаче него икада да се одвоје од уније и да расформирају саму партију.